# 志村康洋
志村 康洋（しむら やすひろ、1949年9月29日 - ）は日本の実業家。

## 略歴
山梨県出身。1972年、明治大学法学部卒業。
明大卒業と同時に京王帝都電鉄に入社。京王プレッソイン代表取締役社長、京王プラザホテル札幌代表取締役社長、京王電鉄取締役等を経て、2007年、京王プラザホテル代表取締役社長。2016年、同社代表取締役会長。2017年、全国247ホテルが加盟する日本ホテル協会の会長に就任。同年JTB取締役。2020年東京オリンピック・パラリンピックへの対応等を進める。